# Bessenglasvlinder
De bessenglasvlinder (Synanthedon tipuliformis) is een insect uit de familie wesp- of glasvlinders (Sesiidae). De spanwijdte bedraagt 17 tot 20 millimeter.
De waardplanten komen uit het geslacht Ribes, maar ook op wilde kardinaalsmuts. De rupsen leven van de bast en het hout van de planten. De soort overwintert als rups meestal in een tak. De vliegtijd is halverwege mei tot en met juli.
De vlinder komt van oorsprong voor in het Palearctisch gebied. Daarnaast wordt de vlinder als exoot aangetroffen Nearctisch en Australaziatisch gebied, waar de rupsen veel schade aan bomen veroorzaken. In Nederland is het een niet vaak waargenomen vlinder, die vermoedelijk echter vrij algemeen is. Ook in België is de soort vrij algemeen.